# La Pobla de Segur
La Pobla de Segur – gmina w Hiszpanii, w prowincji Lleida, w Katalonii, o powierzchni 33,38 km². W 2011 roku gmina liczyła 3156 mieszkańców.